# Mennigroter Dost-Glasflügler
Der Mennigrote Dost-Glasflügler (Chamaesphecia chalciformis), auch Schenkelwespen-Glasflügler genannt,  ist ein Schmetterling aus der Familie der Glasflügler (Sesiidae).

## Merkmale
Die Falter erreichen eine Flügelspannweite von 12–17 Millimeter. Die Flügel haben eine sehr gestreckte Form. Die Vorderflügel sind mennigrot und basal schwarz. Der Flügelvorderrand glänzt grünlich schwarz und die Glasfelder sind gut entwickelt. Die von der Basis ausgehende, schuppenlose, keilförmige Fläche in der Mittelzelle des Vorderflügels (anterior transparent area) ist zurückgebildet. Die schuppenlose längliche Fläche unter der Mittelzelle am Innenrand des Vorderflügels (posterior transparent area) ist undeutlich begrenzt. Das äußere Glasfeld im basalen Teil des Vorderflügelaußenfeldes (external transparent area) ist dreizellig, sehr klein und kann bei den Weibchen fast völlig beschuppt sein. Der schwarze Mittelfleck ist abgerundet und an beiden Seiten rot begrenzt. Der Saum ist schwarzbraun gefärbt, breit und nach innen undeutlich begrenzt. Die Apikalbinde ist breit und bräunlich. Die Querader auf den Hinterflügeln ist dünn mit Schuppen versehen. Die Fühler sind schwarz. Die Labialpalpen sind glatt und schwarz. Bei den Männchen sind sie oben und innen weiß, bei den Weibchen sind sie auch unten weiß. Stirn (Frons) und Körper sind glänzend grünlich schwarz. Der Scheitel (Vertex) ist gelb durchmischt. Die vorderen Coxa sind weiß. Die Mittel- und Hintertibien sind mennigrot, basal und am distalen Ende breit schwarz. Die hinteren Tibien sind am Ende schwarz beringt. Die ersten Tarsenglieder der Hinterbeine sind teilweise unbehaart. Das Abdomen ist einfarbig blauschwarz bis schwarz und unberingt. Das Afterbüschel ist in der Mitte rot.

### Ähnliche Arten
- Zypressenwolfsmilch-Glasflügler (Chamaesphecia empiformis) (Esper, 1783)
- Glanzwolfsmilch-Glasflügler (Chamaesphecia hungarica) (Tomala, 1901)
- Chamaesphecia schmidtiiformis (Freyer, 1836)
- Pyropteron minianiforme (Freyer, 1843)
- Roter Ampfer-Glasflügler Pyropteron chrysidiformis (Esper, 1782)

## Verbreitung
Der Mennigrote Dost-Glasflügler ist selten und kommt nur lokal vor. Nachweise gibt es aus den französischen Savoyen, aus Norditalien (Lombardei, Venetien, Apennin-Halbinsel, Gardasee-Gebiet), aus Niederösterreich, der Südslowakei, aus Ungarn, dem Balkan, der nördlichen Schwarzmeerküste, aus der Ukraine und Südrussland. Die Art ist auch von Kreta und aus der Türkei bekannt. Angaben für Sizilien bedürfen der Bestätigung.

## Biologie
Der Mennigrote Dost-Glasflügler besiedelt Steppen, Felsheiden, Ruderalflächen und Sekundärstandorte wie beispielsweise aufgelassene Weingärten von der Ebene bis in mittlere Gebirgslagen. Die Raupen entwickeln sich an Echtem Dost (Origanum vulgare) oder anderen Lippenblütlern (Lamiaceae), wo sie zunächst in den Wurzeln und später in den Wurzelstöcken fressen. Die Fraßtätigkeit ist an der Wirtspflanze äußerlich nicht sichtbar. Ob der Quirlblütige Salbei (Salvia verticillata) zu den Nahrungspflanzen zählt, bedarf der Bestätigung.
Die Falter besuchen Blüten wie beispielsweise die des Zwerg-Holunders (Sambucus ebulus), halten sich aber vorwiegend in der Nähe der Wirtspflanzen auf. Die Art bildet eine Generation pro Jahr. Die Falter fliegen von Mai bis August und sind ab dem Mittag bis in die späten Nachmittagsstunden aktiv. Sie können mit Pheromonen angelockt werden.

## Systematik
Aus der Literatur sind folgende Synonyme bekannt:
- Sphinx chalcidiformis Hübner, 1806
- Sesia prosopiformis Ochsenheimer, 1808
- Sesia halictiformis Herrich-Schäffer, 1846
- Sesia chalcidiformis v. caucasica Kolenati, 1846
- Sesia chalcidiformis v. expleta Staudinger, 1879